# 內澤默體育會
內澤默體育會（阿拉伯語: نادي النجمة，lit. 'The Star Sporting Club'），簡稱內澤默（外國簡稱為Beirut Star），位於黎巴嫩首都貝魯特的文拿拉（Manara）。於1945年在貝魯特成立，1951年升上黎巴嫩超級足球聯賽，擁有超過五萬支持者。球隊徽章由中心的一顆星組成，參考了俱樂部的名稱，隊名النجمة在阿拉伯語中意為「星」。

## 歷史

### 成立
由比雷一班足球愛好者成立，由政府協助成立，包括總統安尼斯·拉雲、副總統雅希亞·達立、秘書羅列甸尼·哈美迪，以及球會委員艾明·蒙沙、咸沙·達立、沙拉·辛奴於1945年正式成立。而1947年4月28日取得牌照，正式參加黎巴嫩聯賽。
於1951年升上黎超後，不斷奪取本土錦標，但國煞賽成績往往小組賽行人止步。

### 黃金時期
直至1970年，一大突破，大量本土球星加盟，包括：哈圖姆、沙迪拉、卡姆尼、哈森、艾哈達比、艾古爾等等組成黃金球隊。七十年代乃內澤默之黃金時期，連球王比利加盟踢表演賽「掘金」。

### 衰落
1970-80年代之間，黎巴嫩發生內戰，導致球會成績低落，持續停賽十二年，停戰後才穩定下來。

### 復甦
21世紀，是球隊的新時期，由芬治(Fanj)教練、哈里里(Hariri)領隊，令球會成績不斷進步，對於香港人來說，最著名的是於亞洲足協盃擊敗晨曦。

## 成就
- 黎巴嫩超級足球聯賽: 9

1973年, 1975年, 2000年, 2002年, 2004年, 2005年, 2009年, 2014, 2024年
- 黎巴嫩足總盃: 5

1971年, 1987年, 1989年, 1997年, 1998年
- 黎巴嫩超級盃: 3

2000年, 2002年, 2004年
- 黎巴嫩艾列迪盃: 7

1996年, 1998年, 2001年, 2002年, 2003年, 2004年, 2005年
- AMA盃: 3

1995年, 1998年, 1999年
- 艾拉達盃: 4

1974年, 1980年, 1987年, 1991年
- 艾比沙拉盃: 6

1961年, 1965年, 1968年, 1971年, 1972年, 1974年
- 伊斯迪克拉爾盃(獨立): 2

1973年, 1974年
- 艾阿里城市盃: 2

1979年, 1980年
- 的黎波里阿拉伯盃: 1

1989年
合計: 39 
- 亞洲足協最佳球會: 1

2000年

## 亞洲足協比賽戰績
- 亞洲聯賽冠軍盃: 1 出賽

2002-03賽季: 西方賽區小組賽 - 第一圈出局
- 亞洲球會盃: 1 出賽

1997年: 次圈出局
- 亞洲足協盃: 4 出賽

2004年: 8強出局
2005年: 決賽
2006年: 4強出局
2007年: 4強出局
- 亞洲優勝者盃: 2 出賽

1990-91賽季: 首圈出局
1997-98賽季: 首圈出局
1998-99賽季: 首圈出局

## 重要比賽紀錄
內澤默曾有多場精彩比賽是不容忘記的，包括：
| 國家         | 球隊         | 比數     | 年份 |
| ------------ | ------------ | -------- | ---- |
| 巴西         | 基斯塔芬     | 3-2 (勝) | 1965 |
| 阿尔及利亚   | 阿爾及利亞   | 3-1 (勝) | 1971 |
| 羅馬尼亞     | 羅馬尼亞紅旗 | 1-0 (勝) | 1973 |
| 沙烏地阿拉伯 | 沙巴         | 2-0 (勝) | 1973 |
| 科威特       | 阿爾卡迪斯   | 2-0 (勝) | 1973 |
| 法國         | 里爾*        | 2-1 (勝) | 1973 |
| 苏丹         | 阿爾赫里     | 3-0 (勝) | 1974 |
| 苏联         | 耶利雲       | 1-0 (勝) | 1974 |
| 法國         | 法國大學     | 2-0 (勝) | 1975 |
| 埃及         | 埃及**       | 1-1 (和) | 1995 |
| 沙烏地阿拉伯 | 安納沙       | 1-0 (勝) | 1996 |
| 科威特       | 阿爾卡迪斯   | 3-3 (和) | 1998 |
| 阿联酋       | 艾什         | 3-0 (勝) | 1999 |

```
* = 內澤默－賀文文聯隊擊敗里爾。
** = 內澤默－阿爾安沙聯隊逼和埃及。
```

關鍵字:  
- (勝) = 比賽結果勝利
- (和) = 比賽賽和（逼和）

## 教練團

### 主教練
- 華迪克·拿治 2007年-2008年
- 尼南·史達歷 2007年
- 穆默德·肯多斯 2006年
- 奧馬·美遜 2005年
- 奧圖·菲斯達 2004年
- 艾度拉西斯·摩斯達法·艾度沙菲 2003年

### 技術教練
- 艾馬特·高布西
- 穆默德·肯多斯
- 法迪·阿爾雅文尼博士 (助教)
- 里特·穆勒 (守門員教練)
- 馬辛·阿爾阿米達 (體能教練)
- 穆罕默德·阿爾軒迪 (器材提供)

## 球隊陣容

### 一隊
註釋：國旗表示球員在國際足聯資格規則定義的國家隊。球員可能擁有一個以上非國際足聯國籍。
| 號碼 |          | 位置 | 球員                       |
| ---- | -------- | ---- | -------------------------- |
| 1    | 黎巴嫩   | 门将 | 艾美·阿爾沙克              |
| 3    | 黎巴嫩   | 中场 | 穆罕默德·沙馬斯            |
| 5    | 黎巴嫩   | 后卫 | 艾馬特·林雅利              |
| 6    | 黎巴嫩   | 后卫 | 侯賽因·達靴 (vice Captain) |
| 7    | 黎巴嫩   | 中场 | 華素夫                     |
| 8    | 黎巴嫩   | 中场 | 哈琛                       |
| 9    | 黎巴嫩   | 中场 | 薩卡拉·沙拉拉              |
| 10   | 黎巴嫩   | 中场 | 艾維(隊長)                 |
| 12   | 黎巴嫩   | 后卫 | 穆罕默德·馬路治            |
| 13   | 黎巴嫩   | 前锋 | 艾克林·莫格比              |
| 14   | 塞尔维亚 | 中场 | 美高·圖杜洛域              |
| 15   | 塞尔维亚 | 后卫 | 米蘭·布根洛域              |
| 18   | 黎巴嫩   | 中场 | 積赫·希維                  |
| 19   | 黎巴嫩   | 中场 | 希達姆·艾維                |

| 號碼 |        | 位置 | 球員                   |
| ---- | ------ | ---- | ---------------------- |
| 20   | 黎巴嫩 | 门将 | 艾度·達菲 (副隊長)     |
| 21   | 黎巴嫩 | 后卫 | 卡列特·夏美亞 (副隊長) |
| 22   | 黎巴嫩 | 前锋 | 穆罕默德·加達          |
| 23   | 黎巴嫩 | 门将 | 穆罕默德·辛天拿        |
| 24   | 黎巴嫩 | 后卫 | 比路·納查連            |
| 25   | 黎巴嫩 | 前锋 | 阿巴斯·法杜拉拉        |
| 29   | 黎巴嫩 | 前锋 | 哈高·當納比頓          |
| 30   | 黎巴嫩 | 前锋 | 阿里·納沙列甸尼        |
| TBA  | 希腊   | 前锋 | 施必列頓·達斯加拉基斯  |
| TBA  | 巴西   | 前锋 | 伊雲度·拉莫斯·俄羅素   |
| TBA  | 黎巴嫩 | 门将 | 穆默德·施達奧爾        |
| TBA  | 黎巴嫩 | 中场 | 穆罕默德·巴列甸尼      |

來源: （页面存档备份，存于）
Dual Nationality
- 哈高·當納比頓

### 青年隊
Born 1986年-1987年
註釋：國旗表示球員在國際足聯資格規則定義的國家隊。球員可能擁有一個以上非國際足聯國籍。
| 號碼 |        | 位置 | 球員              |
| ---- | ------ | ---- | ----------------- |
|      | 黎巴嫩 |      | 薩卡拉·沙拉拿     |
|      | 黎巴嫩 |      | 艾美特·舒維頓     |
|      | 黎巴嫩 |      | 優素福·拉伯       |
|      | 黎巴嫩 |      | 伊巴謙·文恩尼     |
|      | 黎巴嫩 |      | 卡列特·阿爾塔卡治 |

| 號碼 |            | 位置 | 球員                      |
| ---- | ---------- | ---- | ------------------------- |
|      | 巴勒斯坦國 |      | 華列特·阿布·卡美斯        |
|      | 黎巴嫩     |      | 穆罕默德·哈森             |
|      | 黎巴嫩     |      | 穆罕默德·艾爾·哈積·舒希迪 |

## 著名人士

### 著名球員
| - 侯賽因·鐸馬克 - 侯賽因·尼姆 - 穆罕默德·卡薩斯 - 摩沙·賀積 - 希達姆·西恩 - 穆罕默德·加達 - 菲素·安達 - 穆罕默德·夏拉維 - 巴達維(畢迪)法拉 - 阿巴斯·祖馬亞 |  | - 占姆·阿爾哈積 - 穆默德·哈姆特 - 阿巴斯·沙路爾 - 達歷克·阿爾阿里 - 華捷·納沙 - 伊雲度·拉莫斯·俄羅素 - 比利 - 基拔圖·杜斯山度士 - 馬利奧·伊雲諾域 - 艾羅·麥法蘭尼 |  | - 艾曼奴·杜亞 - 丹尼爾·耶保亞 - 丹尼爾·艾度 - 艾方斯·查阿美 - 肯杜爾·維洛斯 - 奧夫文·沙芬尼 - 巴森·阿巴斯 - 辛地·奧高 - 美高·圖杜洛域 - 米蘭·保根諾域 |

### 著名教練
- 奧圖·菲斯達
- 尼南·史達利

### 意外逝世人士

#### 球員
於2007年9月13日星期三，被本土球會帕利文的球員華列特·艾度如文拿拉球場附近所埋的炸彈炸死。
- 侯賽因·鐸馬克
- 侯賽因·尼姆

#### 教練
塞爾維亞 領隊尼南·史達利於敘利亞城市達馬西古斯因交通意外逝世，終年44歲。
- 尼南·史達利

## 外部連結
- Nejmeh Sporting Club（页面存档备份，存于） 官網
- 內澤默球迷會